# Oroxenofrea
Oroxenofrea is een kevergeslacht uit de familie van de boktorren (Cerambycidae). De wetenschappelijke naam van het geslacht werd voor het eerst geldig gepubliceerd in 1999 door Galileo & Martins.

## Soorten
Oroxenofrea is monotypisch en omvat slechts de volgende soort:
- Oroxenofrea spiculata Galileo & Martins, 1999